# Point Clear
Point Clear è un census-designated place (CDP) degli Stati Uniti d'America situato nella contea di Baldwin dello stato dell'Alabama.